# Оперативно-стратегічне угруповання військ «Дніпро»
Оперативно-стратегічне угруповання військ «Дніпро» (ОСУВ «Дніпро»), також відоме як Угруповання Об'єднаних сил та Східне угруповання військ — тимчасове об'єднання Збройних сил України.
Створене під час відбиття російської збройної агресії у 2022 році під назвою ОСУВ «Хортиця». Діє у Східний операційній зоні, відповідає за східну ділянку лінії бойового зіткнення (Харківський, Ізюмський, Лиманський, Лисичанський, Курахівський, Куп'янський, Бахмутський, Авдіївський та Вугледарський напрямки). Станом на кінець 2024 року на півночі межує з ОСУВ «Північ», на півдні — з ОСУВ «Таврія».
Сформоване на основі Командування об'єднаних сил.

## Історія
З боку ЗС РФ ОСУВ «Хортиця» протистоять[джерело?] або протистояли[коли?]: угруповання військ (УВ) «Восток», «Юг» і «Центр», 1-й армійський корпус (ДНР), 2-й армійський корпус (ЛНР), група Вагнера (ПВК «Вагнер»).[сторінка?]
11 червня 2022 року було розгорнуто роботу Управління сил поліцейських операцій в складі оперативно-стратегічного угруповання військ «Хортиця». До складу Управління сил поліцейських операцій входили 5 зведених загонів ГУНП в областях та м. Києві.
В серпні 2025 року ОСУВ «Хортиця» змінило на «Дніпро»

## Склад
За даними відкритих джерел:
- Оперативно-тактичне угруповання (ОТУ) «Харків» — відповідає за Слобожанський напрямок[7]
- Оперативно-тактичне угруповання (ОТУ) «Старобільск» — відповідає за напрямок Сватово
- Оперативно-тактичне угруповання (ОТУ) «Луганськ» — відповідає за Торецький напрямок
- Оперативно-тактичне угруповання (ОТУ) «Донецьк» — відповідає за Донецький напрямок[8][9]

## Командування

### Командувачі
- 2022—01.2024: генерал-полковник Сирський Олександр Станіславович (одночасно був командувачем Сухопутних військ ЗСУ)
- 01.2024—04.2024: бригадний генерал Грузевич Олександр Степанович[10]
- 04.2024—24.06.2024: генерал-лейтенант Содоль Юрій Іванович (одночасно був Командувачем об'єднаних Сил ЗСУ)[11][12][13]
- 24.06.2024—26.01.2025: бригадний генерал Гнатов Андрій Вікторович (одночасно був Командувачем об'єднаних Сил ЗСУ)
- з 26.01.2025: генерал-майор Драпатий Михайло Васильович (одночасно був командувачем Сухопутних військ України, наразі є Командувачем об'єднаних Сил ЗСУ)[14]

### Начальники штабу
- 2022—9.10.2023: генерал-майор Баргилевич Анатолій Владиславович[15][16]

### Речники
- полковник Череватий Сергій Володимирович (заступник командувача ОСУВ «Хортиця» зі стратегічних комунікацій)[17][18]
- 2024: підполковник Волошин Назар[19][20]

### Начальники пресслужби
- 1.02.2024—5.03.2024: капітан Євлаш Ілля Олегович[21][22][23][17]
- з 5.03.2024: полковник Задубінний Андрій[22]